# Anwar Ali
Anwar Ali (Rurka Kalan, India, 24 de septiembre de 1984) es un exfutbolista de la India que jugaba en la posición de defensa central. Actualmente es entrenador asistente del Delhi FC de la I-League 2.

## Carrera

### Club
| Periodo   | Club                      |
| --------- | ------------------------- |
| 2003-2005 | FC Punjab Police          |
| 2005–2009 | JCT FC                    |
| 2009–2010 | Dempo SC                  |
| 2010–2012 | Mohun Bagan AC            |
| 2012–2013 | United Sikkim FC          |
| 2013–2014 | Mumbai FC                 |
| 2014–2015 | Delhi Dynamos FC          |
| 2015      | → Mohun Bagan AC (cedido) |
| 2016      | Mumbai FC                 |
| 2016      | Mumbai City FC            |
| 2017      | East Bengal               |
| 2017–2018 | ATK FC                    |
| 2018–2019 | Mumbai City FC            |
| 2019–2020 | Punjab FC                 |
| 2021      | Delhi FC                  |

### Selección nacional
Jugó para India en 33 ocasiones de 2008 a 2019, participó en la Copa Desafío de la AFC 2008 y en la Copa Asiática 2011.

## Logros

### Club
- I-League (2): 2009-10, 2014-15
- Liga de Punjab (2): 2005-06, 2006-07
- Liga de Goa (2): 2009, 2010

### Selección nacional
- AFC Challenge Cup: 2008
- Copa Nehru: 2009